# Pszczyna

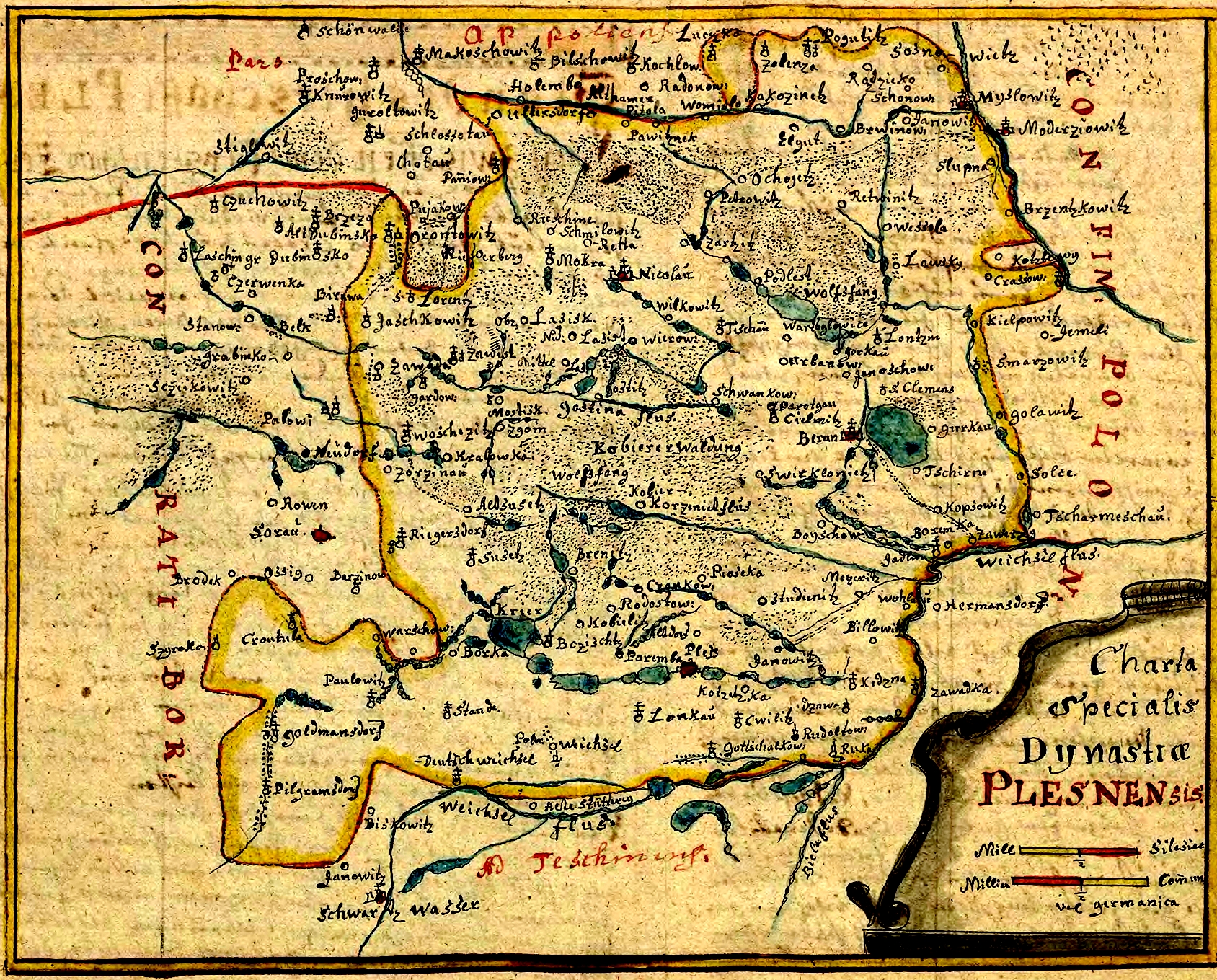
Karte des Fürstentums Pless im 18. Jahrhundert

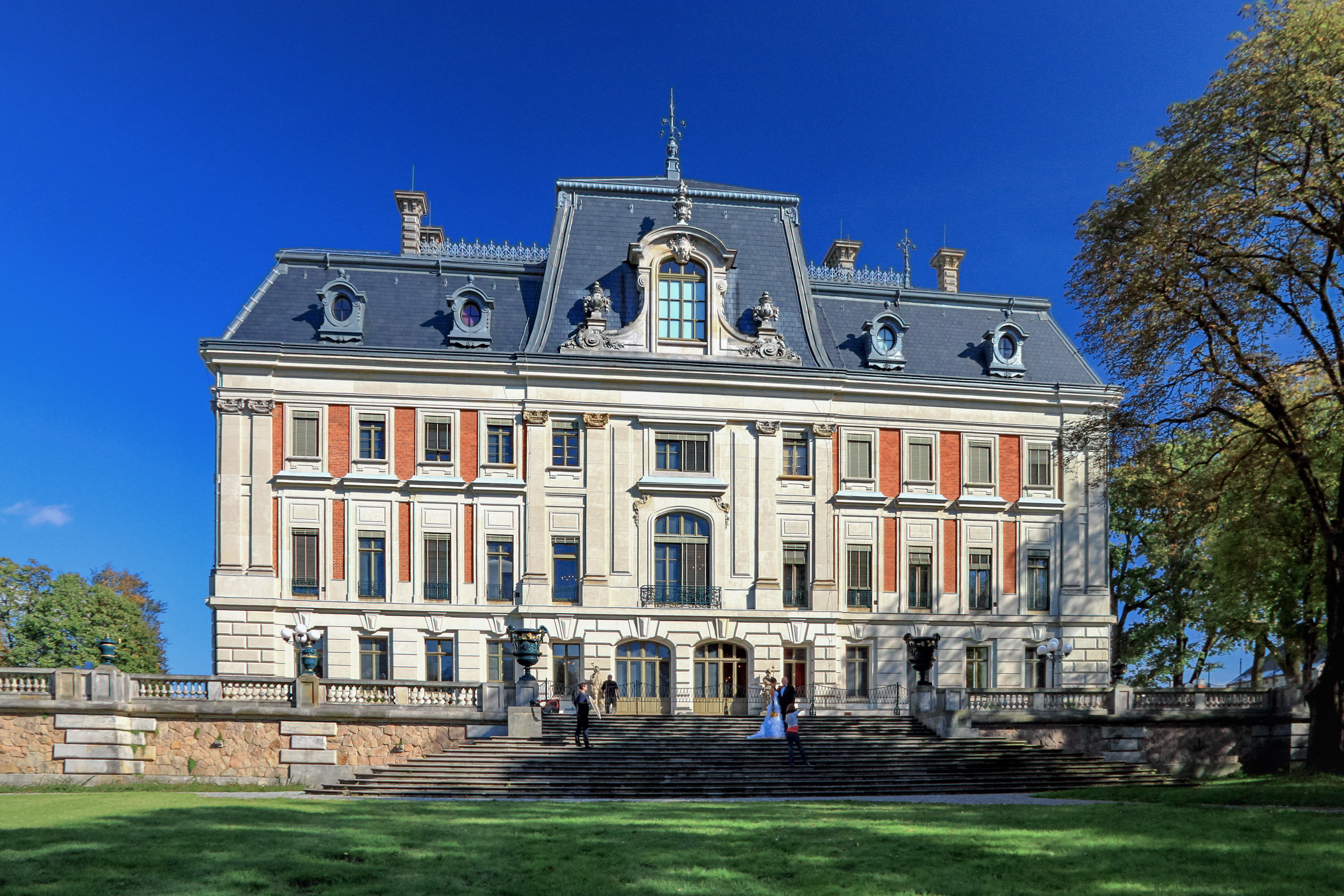
Schloss Pleß

Pszczyna [ˈpʃʧɨna] (deutsch Pless, auch Pleß) ist eine Stadt in der Woiwodschaft Schlesien in Polen.

## Geographie
Pszczyna liegt im Hügelland in der Niederung des Plessebaches (Pszczynka), eines Nebenflusses der Weichsel, auf 246 m ü. NHN, 37 Kilometer südlich von Kattowitz.

## Geschichte

### Herrschaft
Siehe auch: Fürstentum Pleß
In den Sumpfgebieten an der Pszczynka soll schon im 12. Jahrhundert eine Befestigungsanlage der Piasten gestanden haben (siehe Stara Wieś). Bis 1177 gehörte das Land zu Kleinpolen und kam dann zum Herzogtum Ratibor, das von den Schlesischen Piasten regiert wurde. Aus dieser Zeit stammt auch die bis 1821 bestehende Zugehörigkeit zum Bistum Krakau.
Nach dem Tod des Herzog Lestko von Ratibor erlosch 1336 die männliche Linie des Ratiborer Zweigs der Schlesischen Piasten. Dadurch fiel es als erledigtes Lehen an die Krone Böhmen. 1337 vergab es der böhmische König Johann von Luxemburg wiederum als ein Lehen an den Troppauer Herzog Nikolaus II. Er entstammte dem Troppauer Zweig der Přemysliden und war mit einer Schwester Lestkos verheiratet. 1384 verpfändete er das Plesser Land an den Oppelner Herzog Wladislaus II. 1407 übergab Johann II. von Troppau-Ratibor die Weichbilder von Pleß, Alt Berun, Myslowitz und Nikolai als Leibgedinge seiner Frau Helena, die 1412 zusätzlich das gesamte Gebiet und die Stadt Sohrau erhielt. Dadurch entstand das Herzogtum Pleß, das von 1424 bis zu ihrem Tode 1449 Herzogin Helena und von 1452 bis 1462 deren Schwiegertochter Barbara Rockenberg regierte.
Ihr folgte Herzog Viktorin, ein Sohn des böhmischen Königs Georg von Podiebrad. 1480 gelangte das Land an dessen Schwiegervater, den Teschener Herzog Kasimir II., der es 1500 aus der Lehenschaft der Krone Böhmen auslöste. 1517 verkaufte er das Allod Pleß für 40.000 Gulden an den oberungarischen Magnaten und Bergwerksbesitzer Alexius Thurzó von Bethlenfalva. Dessen Bruder Johann Thurzó d. J. auf Wohlau besaß die Herrschaft seit 1525 und veräußerte sie 1548 an den Breslauer Fürstbischof Balthasar von Promnitz, dem es König Ferdinand I. erbrechtlich übertrug. Seit der Mitte des 16. Jahrhunderts als Standesherrschaft bezeichnet, verblieb das Plesser Land bis 1765 im Besitz der Familie von Promnitz.
Nach dem Ersten Schlesischen Krieg fiel die Standesherrschaft Pleß mit dem größten Teil Schlesiens an Preußen. Sie lag nunmehr im Grenzgebiet zu Österreichisch-Schlesien, während die Przemsa die historische Grenze zu Polen bildete. Als 1769 die Revidirte Bergordnung für Schlesien eingeführt wurde, erhielt sich die Standesherrschaft viele ihrer Privilegien; dies gelang ansonsten nur noch der Herrschaft Beuthen. Bereits 1754 war in den Wäldern nahe der Klodnitzquelle mit dem Abbau von Steinkohle begonnen worden. Die Grube Emanuelssegen war eines der ersten Steinkohlenbergwerke im Fürstentum Oppeln.
Unter Erdmann II. von Promnitz wirkte ab 1705 dessen Kapellmeister Georg Philipp Telemann auch in Pleß. Johann Erdmann Reichsgraf von Promnitz, dessen Herrschaft von 1745 bis 1765 dauerte, überließ die Standesherrschaft als Schenkung zu Lebzeiten seinem Neffen (Schwestersohn) Friedrich Erdmann Fürst von Anhalt-Köthen. Lediglich Jannowitz, Peterswaldau und Kreppelhof vererbte er an seinen Neffen Graf Christian Friedrich zu Stolberg-Wernigerode. Dem Standesherrn Friedrich Erdmann Fürst von Anhalt-Köthen-Pleß (bis 1797) folgte sein Sohn Friedrich Ferdinand (ab 1818 Herzog von Anhalt-Köthen) und dessen Brüder Heinrich (ab 1830 Herzog von Anhalt-Köthen) und Ludwig. Nach dem Tod Ludwigs 1841, der vor Heinrich starb, fiel Pleß an Heinrich zurück. Nach Heinrichs Tod 1847 erbte dessen Schwager Hans Heinrich X. Reichsgraf von Hochberg-Fürstenstein die Standesherrschaft Pleß, die 1848 zum Fürstentum erhoben wurde. Die Fürsten von Pleß aus dem Hause Hochberg-Fürstenstein blieben bis 1939 Besitzer der Herrschaft Pleß. Neben der Residenz im Schloss Pleß bildete das größte Schloss Schlesiens, das Schloss Fürstenstein bei Waldenburg den Hauptsitz dieser Familie, die von dort aus auch ihre umfangreichen Besitztümer in Niederschlesien und ihre Steinkohlenbergwerke im Waldenburger Bergland verwaltete.
Das Schloss Pleß diente vor allem als Sommer- und Jagdschloss. 1865 wurde unter fürstlicher Hoheit eine Zucht von Wisenten gegründet. Dieser Bestand erlangte im 20. Jahrhundert erhebliche Bedeutung im Rahmen der Erhaltungszucht der damals vom Aussterben bedrohten Art.
Ein weiterer hoher Gast war Kaiser Wilhelm II., der im Ersten Weltkrieg zwischen 1915 und 1917 das Schloss Pleß zu seinem Großen Hauptquartier auswählte. Anlass dafür war die Nähe zur Ostfront beim Durchbruch von Gorlice im Frühjahr 1915 und auch, dass die k.u.k. Oberste Heeresleitung im nahen Teschen saß. Dabei erfolgte auch die deutsch-österreichische Proklamation zur Ausrufung des Regentschaftskönigreiches Polen am 5. November 1916.
Mit dem Übergang an Polen erlosch im Jahr 1922 das Fürstentum Pleß. Nach dem deutschen Überfall auf Polen 1939 wurde der Fürst von Pleß, Hans Heinrich XVII., der polnischer Staatsbürger war und nach London geflüchtet war, von den deutschen Behörden enteignet. Sein Neffe und Erbe seit 1975, Fürst Bolko, bekam auch nach der politischen Wende von 1990 die Besitzungen nicht zurück.

### Geschichte der Stadt

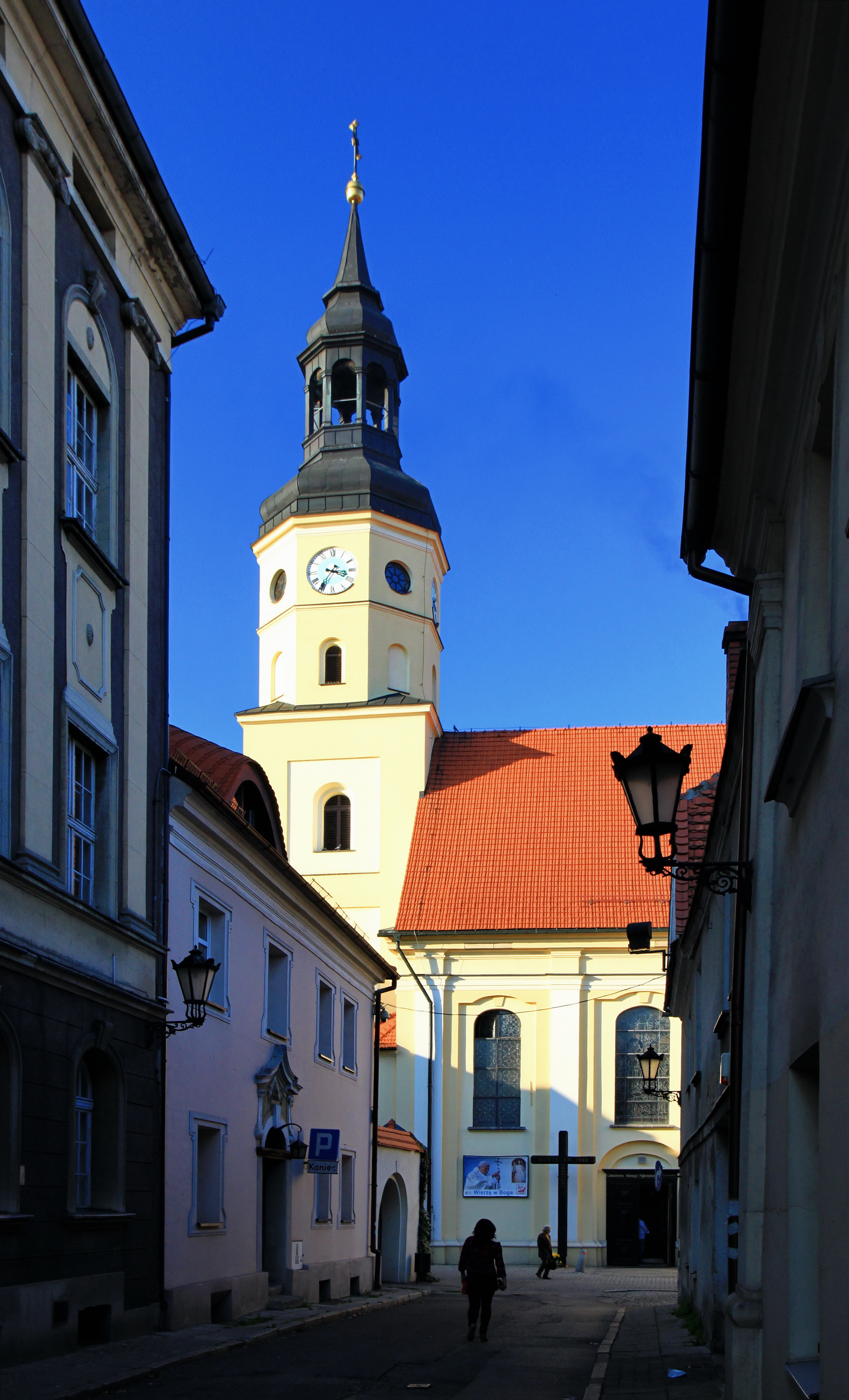
Allerheiligen-Kirche

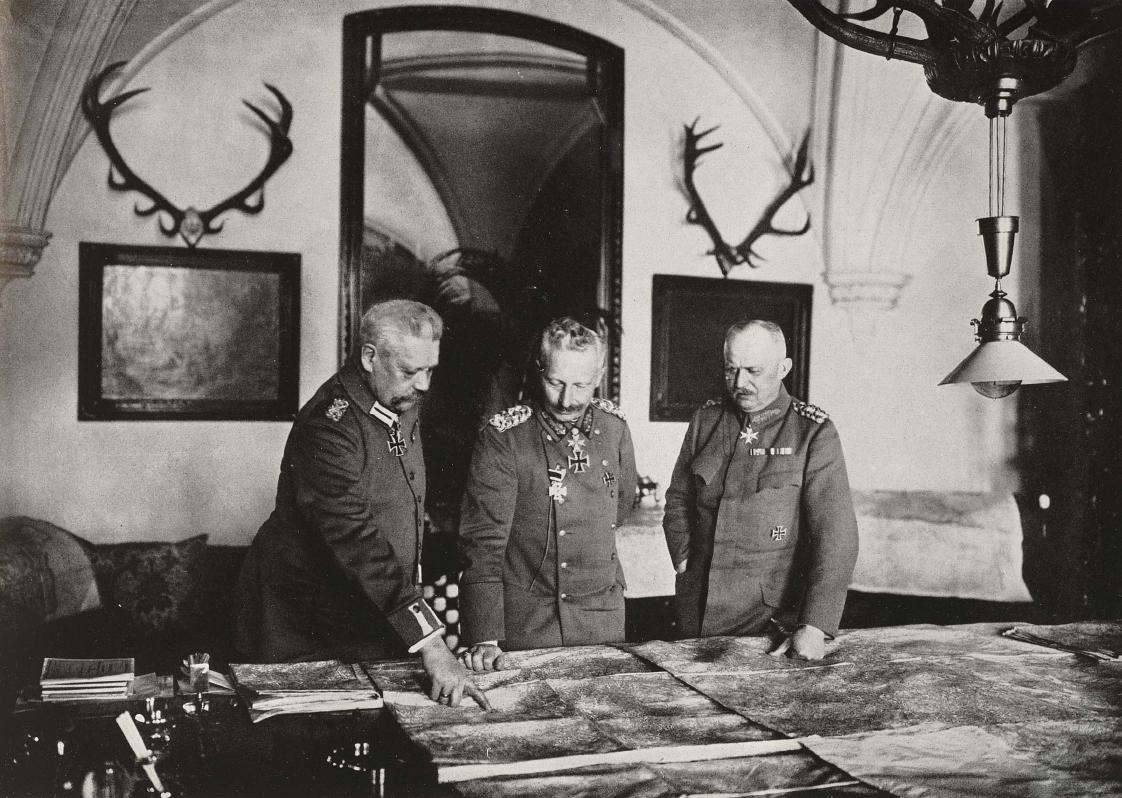
Paul von Hindenburg, Kaiser Wilhelm II. und Erich Ludendorff im Schloss Pleß (1917)

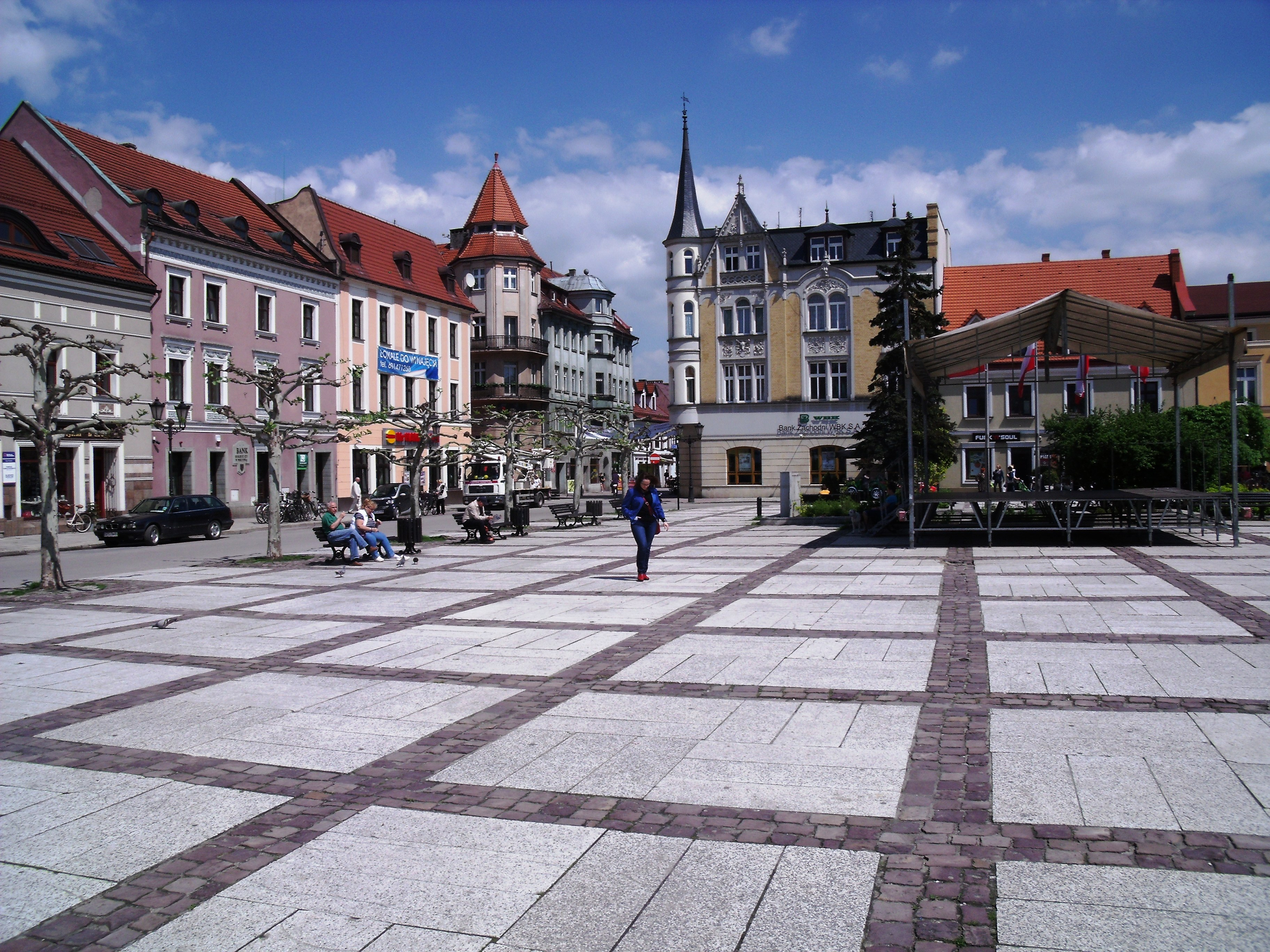
Ring in Pszczyna

Erste Nachrichten über die „civitas Plesna“ stammen aus dem Jahre 1327, es wird angenommen, dass die Stadtgründung an der Furt der Handelsstraße von Krakau und Auschwitz nach Teschen, Troppau und Ratibor durch die Pszczynka etwa zur selben Zeit wie die Gründung von Nikolai (1276) erfolgte. Die Stadt war im Norden vom Fluss und Sümpfen umgeben. Im Süden und Osten schützte sie sich durch eine Stadtbefestigung, während im Westen unter Herzogin Helena an Stelle eines Jagdschlösschens eine neue Burg entstanden war. Dadurch gelang es, Pleß auch gegen die Einfälle der Hussiten zu verteidigen.
Pleß besaß einen großen Marktplatz und vier Stadttore, das Krakauer Tor, das Auschwitzer oder Polnische Tor, das Sohrauer oder Deutsche Tor und das Troppauer Tor. Die Einwohner lebten vom Handwerk, Handel und der Teichwirtschaft. Von wirtschaftlicher Bedeutung war bis ins 19. Jahrhundert die Tuchmacherei. Bereits 1587 erhielt die Tuchmacherzunft ihre Privilegien. 1784 arbeiten 124 Tuchmachermeister in der Stadt, 1860 waren es gerade noch 13.
Als Zentrum der Karpfenzucht genoss die Stadt einen guten Ruf; die Fische wurden vor allem nach Krakau verkauft. 1536 besaß die Stadt zwei große und zwei kleine Teiche mit 645 Schock Fischen.
In den Jahren 1468, 1492 und 1512 erhielt Pleß Privilegien für drei Jahrmärkte. 1568 führte Karl von Promnitz die Reformation ein, seit Mitte des 17. Jahrhunderts waren die meisten Bewohner wieder katholisch und die evangelische Gemeinde löste sich 1654 auf. 1748 richtete ein Stadtbrand große Schäden an, dem auch die 1746 gebaute Kirche der wieder gegründeten evangelischen Kirchgemeinde zum Opfer fiel.
Seit dem Ende des 18. Jahrhunderts erfolgten in Pleß kleinere industrielle Ansiedlungen. 1782 errichtete der aus der Schweiz stammende Michael Attinger eine Strumpfbandfabrik, ihr folgte 1785 die Seiden- und Strumpffabrik der Gebrüder Paul und Johann Schmeck. 1805 gründete Karl Benjamin Fiestel eine Druckerei, 1833 entstand eine weitere. Deren Besitzer Christian Schemmel (1807–1862), seit 1856 auch Bürgermeister, gab das Plesser Tagblatt heraus, und vom 5. Juli 1845 bis 1846 die erste polnischsprachige Zeitung Oberschlesiens, mit dem Titel Tygodnik Polski Poświęcony Włościanom (Den Landbewohnern gewidmete polnische Wochenschrift, Auflage ca. 500 Exemplare). Im vierseitigen (halber Bogen) Magazin schrieb unter anderem Josef Lompa, der katholische Pfarrer und Bienenzüchter Johann Dzierzon, der evangelische Pastor Robert Fiedler und der protestantische Theologe und Botaniker Carl Friedrich Kotschy.
Eine Jüdische Gemeinde bestand in Pleß seit dem Ende des 18. Jahrhunderts. Die jüdische Bevölkerung erreichte ihren Höchststand um 1885 mit 341 Personen. In diesen Jahren amtierte Markus Brann, Dozent am Jüdisch-Theologischen Seminar in Breslau, als Rabbiner in Pleß. Um die Wende zum 20. Jahrhundert begann die Einwohnerzahl zu sinken, und als 1922 die umliegende Region an die Zweite Polnische Republik fiel, verließen viele Juden die Stadt, da sich fast alle Mitglieder der Jüdischen Gemeinde mit der deutschen Kultur identifizierten. Das während der deutschen Besetzung verwüstete Synagogengebäude wurde ab 1941 als Kino benutzt. Der Baukörper des einstigen Gotteshauses ist bis heute erhalten. Unmittelbar nach dem Zweiten Weltkrieg kehrten einige Juden nach Pszczyna zurück, doch bis 1957 hatten die meisten unter ihnen die Stadt wieder verlassen und emigrierten nach Israel.
Pleß war Kreisstadt des preußischen Kreises Pleß, wahrte aber seinen Charakter als Residenzstadt. Auch der Bau der Eisenbahnstrecke von Schoppinitz über Nikolai und Pleß nach Dzieditz im Jahr 1868 führte nur in den Nachbarorten eine Industrialisierung herbei. Am Anfang des 20. Jahrhunderts hatte Pleß eine evangelische Kirche, eine katholische Kirche, eine Synagoge, ein Gymnasium, Zigarren- und Maschinenfabrikation und war Sitz des Amtsgerichts Pleß.
Am 16. August 1919 sammelten sich im Schlosspark die Angehörigen des Freikorps Bojówka Polska für den am nächsten Morgen bei Paprotzan beginnenden ersten polnischen Aufstand in Oberschlesien unter Wojciech Korfanty. Bei der Volksabstimmung in Oberschlesien entfielen am 20. März 1921 in Pleß (Stadt- und Schlossbezirk) auf den Verbleib bei Deutschland 3028 und auf den Anschluss an Polen 962 Stimmen. Bei der Teilung Oberschlesiens wurde Pleß 1922 an die Republik Polen übergeben und eine Militärparade unter General Stanisław Szeptycki abgehalten, an der auch Korfanty teilnahm. 1938 wurde die Eisenbahnlinie von Rybnik über Żory nach Pszczyna eingeweiht.
Beim Einmarsch der Wehrmacht im September 1939 in Polen leisteten bei der Stadt Teile der Armee Kraków unter General Szylling erheblichen Widerstand. Zum Jahreswechsel 1944/1945 führte der Todesmarsch von Häftlingen des KZ Auschwitz durch die Stadt. Im Februar 1945 erfolgte die Besetzung durch die Rote Armee, wobei Pleß nur geringe Schäden erlitt, die Stadt kam nach Ende des Zweiten Weltkriegs 1945 wieder zu Polen. Nach dem Zweiten Weltkrieg setzte eine Industrialisierung ein. Es entstanden Maschinenbaubetriebe und die Einwohnerzahl verdoppelte sich.

### Eingemeindungen
Seit 1945 ist Stara Wieś (Altdorf) ein Stadtteil von Pszczyna. Zwischen 1975 und 1977 war Wisła Wielka (Groß Weichsel) ein Teil der Stadt; heute gehört der Ort der Gemeinde Pszczyna an. Der gleichfalls 1975 eingemeindete Ort Goczałkowice-Zdrój (Bad Gottschalkowitz, Nieder Goczalkowitz) erlangte 1992 seine Selbständigkeit zurück.
Von der Deutschen Ostsiedlung bis ins 15. Jahrhundert war Pleß hauptsächlich von deutscher Bevölkerung bewohnt. Seit dem 16. Jahrhundert wurde die noch dem polnischen Erzbistum Krakau angehörende Grenzstadt Pleß zunehmend wieder polonisiert, so dass die polnische Bevölkerung bald die Mehrheit stellte. Im 18. und 19. Jahrhundert kehrte sich diese Entwicklung wieder um und 1910 waren 67 % der Bewohner Deutsche, während die Landbevölkerung der umliegenden Dörfer größtenteils polnischsprachig war, bzw. den oberschlesischen Dialekt (Wasserpolnisch) gebrauchte. Das zeigte sich auch in der Volksabstimmung in Oberschlesien über die künftige Zugehörigkeit Oberschlesiens vom Jahre 1921, in der 74 % der Bewohner des Kreises für Polen votierten, während in der Stadt Pleß 3.759 oder 75,5 % der gültigen Stimmen für Deutschland abgegeben wurden.

## Sehenswürdigkeiten

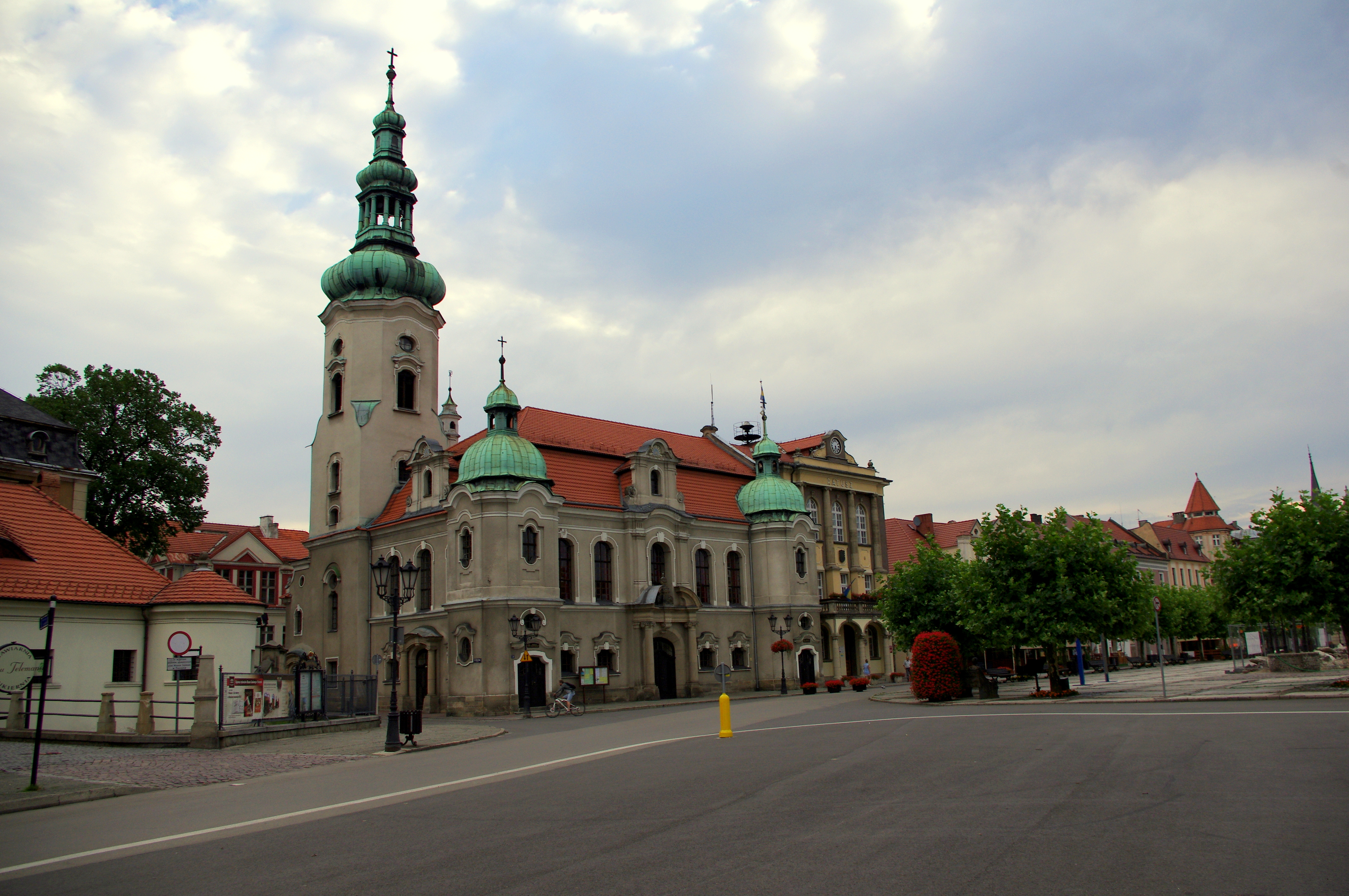
Rathaus und evangelische Kirche

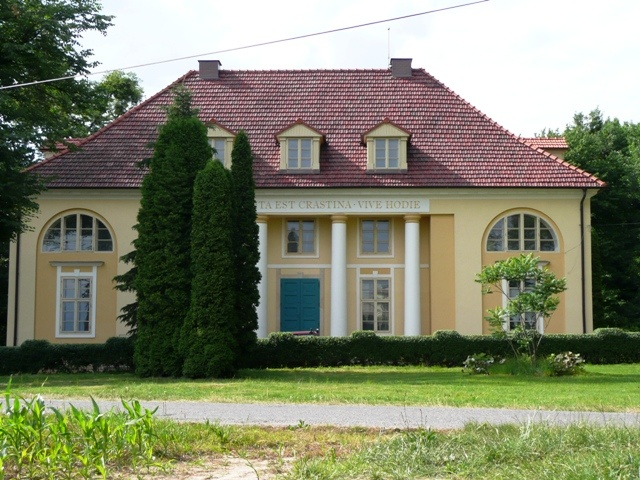
Fasanerie

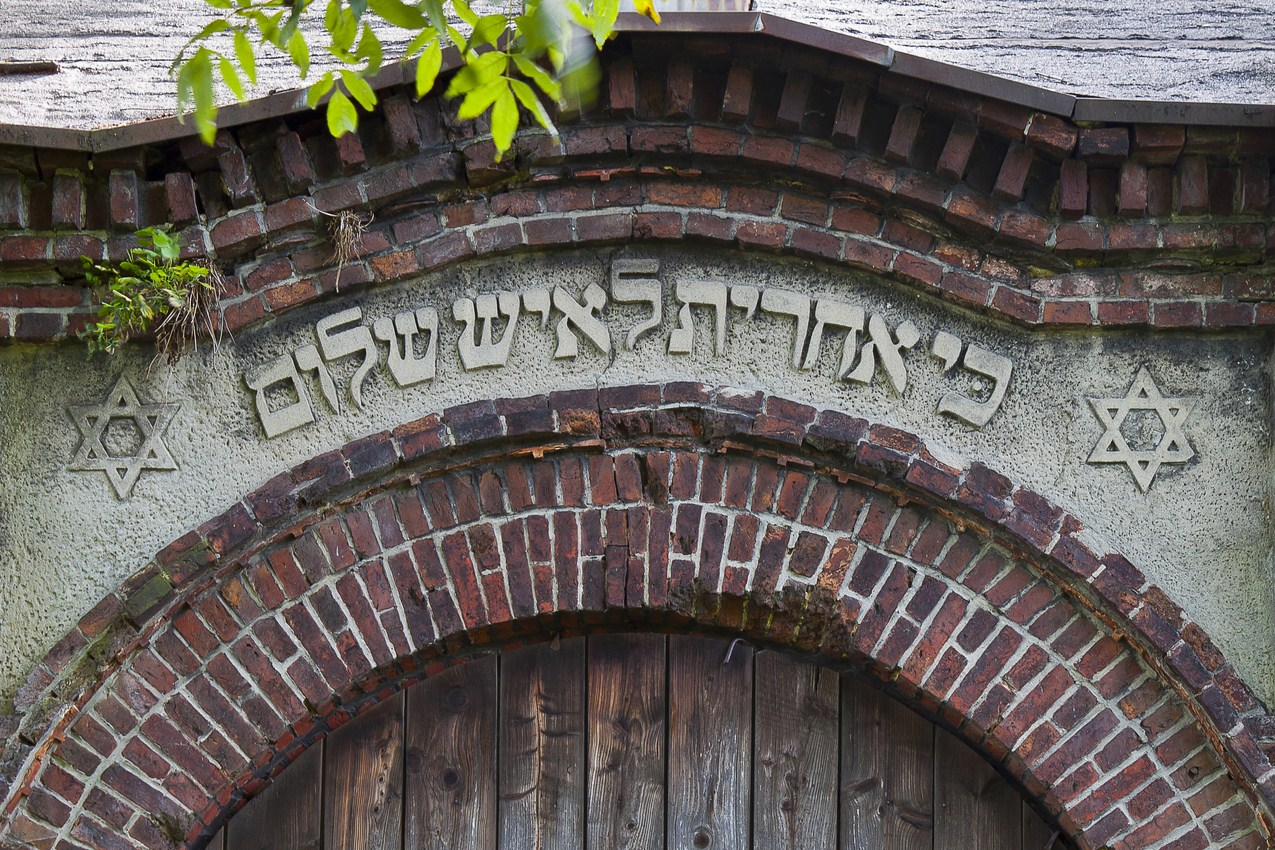
Hebräische Inschrift auf dem jüdischen Friedhof Pszczyna: Denn Zukunft hat der Mensch des Friedens

- Schloss Pleß, (14.–19. Jahrhundert), Neobarock, heute Museum;
- Die neobarocke evangelische Kirche wurde 1905–1907 errichtet. Sie entstand an der Stelle eines Vorgängerbaus von 1744 bis 1746, der einem Brand zum Opfer fiel;
- Die katholische Allerheiligen-Kirche wurde 1326 erstmals erwähnt. Die jetzige Barockkirche wurde 1754 fertiggestellt, in der Folge jedoch mehrfach umgebaut;
- Die barocke Alte Wache (Brama Wybrańców) von 1687 beherbergt heute das Touristeninformationszentrum und ein Café;
- Das Neurenaissance-Rathaus wurde 1931 auf dem Grundstück gebaut, wo schon seit 1716 das Rathaus gestanden hatte.
- Freilichtmuseum
- Die Fasanerie (Książęca Bażantarnia) in Poremba nach Entwurf von Carl Gotthard Langhans in den 1800er Jahren
- Fürstin-Daisy-Denkmal

## Demographie
| Jahr | Einwohnerzahl | Anmerkungen |
| ---- | ------------- | --- |
| 1782 | 1841          | [ 7 ] |
| 1787 | 2267          | |
| 1816 | 2300          | [ 8 ] |
| 1825 | 2063          | darunter 858 Evangelische, 1101 Katholiken, 104 Juden |
| 1840 | 3147          | davon 1015 Evangelische, 1883 Katholiken, 249 Juden |
| 1855 | 2946          | [ 11 ] |
| 1861 | 3154          | davon 702 Evangelische, 2121 Katholiken, 331 Juden |
| 1867 | 3668          | am 3. Dezember |
| 1871 | 3820          | darunter 850 Evangelische, 300 Juden (2400 Polen); nach anderen Angaben 3854 Einwohner (am 1. Dezember), davon 1039 Evangelische, 2482 Katholiken, 333 Juden |
| 1890 | 4084          | davon 1041 Evangelische, 2704 Katholiken, 339 Juden |
| 1905 | 5193          | mit der Garnison (eine Schwadron Ulanen Nr. 2), davon 1401 Evangelische, 235 Juden                                                                           |
| 1910 | 5315          | [ 13 ] |

| Jahr | Einwohner |
| ---- | --------- |
| 1931 | 7200      |
| 1961 | 15.340    |
| 1970 | 17.994    |
| 2008 | 25.477    |

## Verkehr
Die Stadt wird von der Landesstraße Droga krajowa 1 durchquert, die über den Grenzübergang Cieszyn (Teschen) nach Tschechien verläuft.
Am Bahnhof Pszczyna mündet die Strecke 148 aus Rybnik – Żory in die Strecke 139 von Katowice über Tychy, Pszczyna, Czechowice-Dziedzice und Żywiec nach Zwardoń und weiter in die Slowakei.

## Gemeinde
Die Stadt- und Landgemeinde Pszczyna umfasst ein Gebiet von 174 km² mit rund 50.000 Einwohnern.
Dazu gehören neben der Stadt Pszczyna folgende Ortsteile:
- Brzeźce (Brzestz), 1055 Einwohner
- Czarków (Czarkow), 1887 Einwohner
- Ćwiklice (Cwiklitz), 2621 Einwohner
- Jankowice (Jankowitz), 2606 Einwohner
- Łąka (Lonkau), 2792 Einwohner
- Piasek (Sandau), 3306 Einwohner
- Poręba (Poremba), 979 Einwohner
- Rudołtowice (Rudoltowitz), 1122 Einwohner
- Studzionka (Staude), 2199 Einwohner
- Studzienice (Studzienitz), 1667 Einwohner
- Wisła Mała (Deutsch Weichsel), 1328 Einwohner
- Wisła Wielka (Groß Weichsel), 2128 Einwohner

## Städtepartnerschaften
- Klein Rönnau, Deutschland
- Butscha, Ukraine (2016)[16]
- Bergisch Gladbach, Deutschland (1993)
- Kaštela, Kroatien

## Ehrenbürger
- Bolko Graf von Hochberg (* 1936), sechster Fürst von Pless[17]

## Söhne und Töchter der Stadt
- Ferdinand Friedrich (1769–1830), Herzog von Anhalt-Köthen-Pless
- Anna Emilie von Anhalt-Köthen-Pleß (1770–1830), Prinzessin von Anhalt-Köthen und Erbin der Standesherrschaft Pleß
- Michael Kosmeli (1773–1844), deutscher Schriftsteller, Übersetzer und Musiker
- Friedrich Blühmel (1777–1845), Musikinstrumentenbauer, Miterfinder des chromatischen Horns
- Heinrich Gottlob von Mühler (1780 auf Louisenhof bei Pleß – 1857), preußischer Justizminister
- August Kiß (1802–1865), deutscher Bildhauer
- Eduard Vogel (1804–1868), deutscher Apotheker und Politiker
- Wilhelm von Engerth (1814–1884), österreichischer Architekt und Ingenieur
- Eduard von Engerth (1818–1897), österreichischer Historien- und Genremaler
- Julius Muhr (1819–1865), deutscher Maler
- Julius Carl Raschdorff (1823–1914), deutscher Architekt
- Max Friedländer (1829–1872), österreichischer Journalist
- Julius Friedländer (1834–1892), Bankier, Reichstags- und Landtagsabgeordneter
- Hans Heinrich XV. Fürst von Pless (1861–1938), Standesherr und Montanindustrieller
- Karl Hoefer (1862–1939), deutscher Generalleutnant sowie Freikorpsführer
- Karl Brunner (1863–1938), deutscher Volkskundler, Direktor der Sammlung für deutsche Volkskunde
- Josef August Reif (1866–1933), deutscher Verbandsfunktionär
- Adolf Münzer (1870–1953), deutscher Maler und Graphiker
- Hans-Erich von Schroeter (1891–1947), deutscher Generalmajor
- Otto Lasch (1893–1971), deutscher Wehrmachtsoffizier
- Johnny Friedlaender (1912–1992), deutscher Graphiker
- Stanisław Gazda (1938–2020), polnischer Radrennfahrer
- Edeltraut Felfe (* 1943), deutsche Rechtswissenschaftlerin
- Piotr Machalica (1955–2020), polnischer Schauspieler
- Tomasz Tomczykiewicz (1961–2015), polnischer Politiker und Abgeordneter des Sejm
- Dariusz Kałuża (* 1967), polnischer Ordensgeistlicher, Bischof von Bougainville in Papua-Neuguinea
- Alicja Janosz (* 1985), polnische Popsängerin
- Paweł Pietryja (* 1992), polnischer Badmintonspieler
- Bruno Chrobek (1895–1942), deutscher Generalmajor